# Gran Sasso

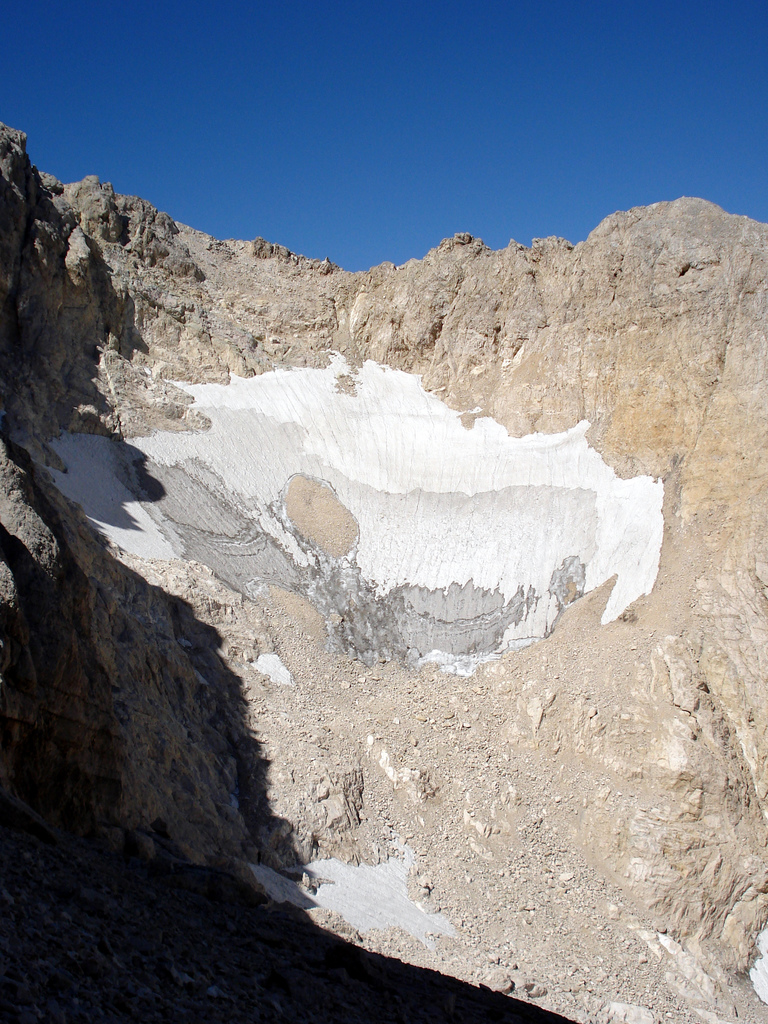
Återstoden av Calderoneglaciären

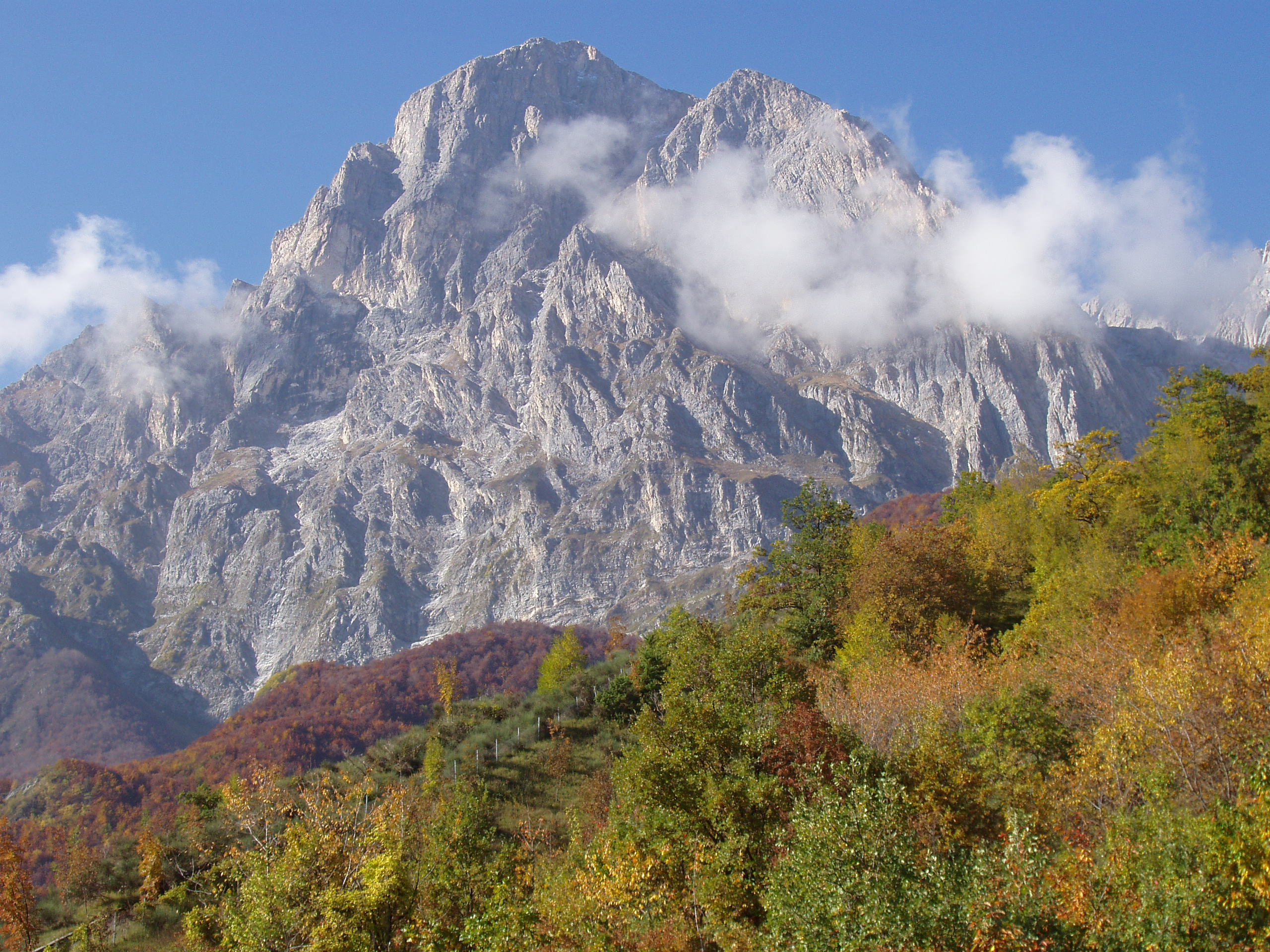
Corno Grande från nordsidan

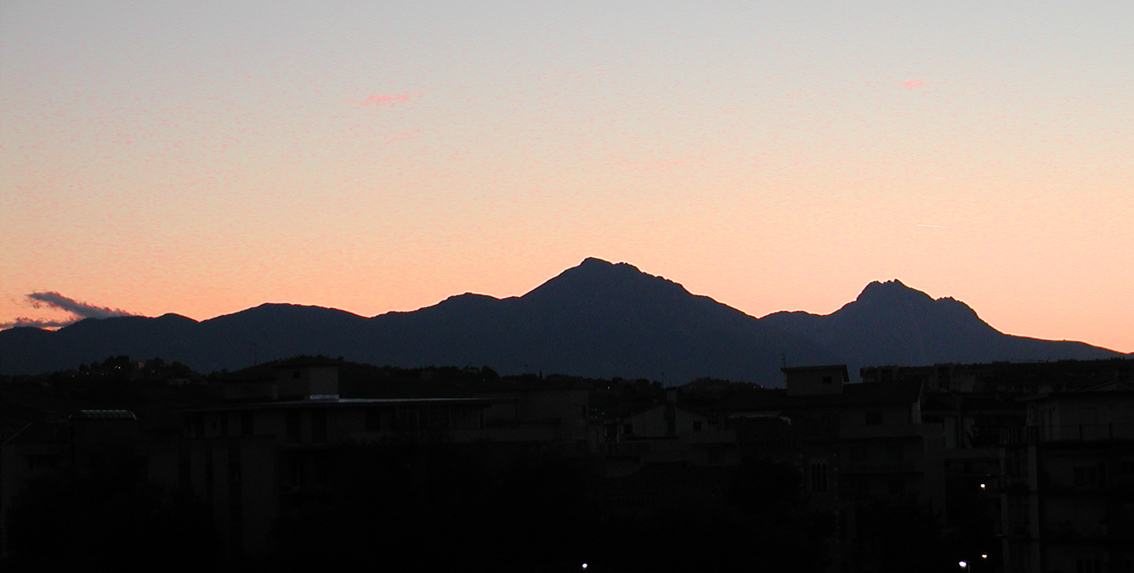
Den sovande Skönheten, La bella Addormentata

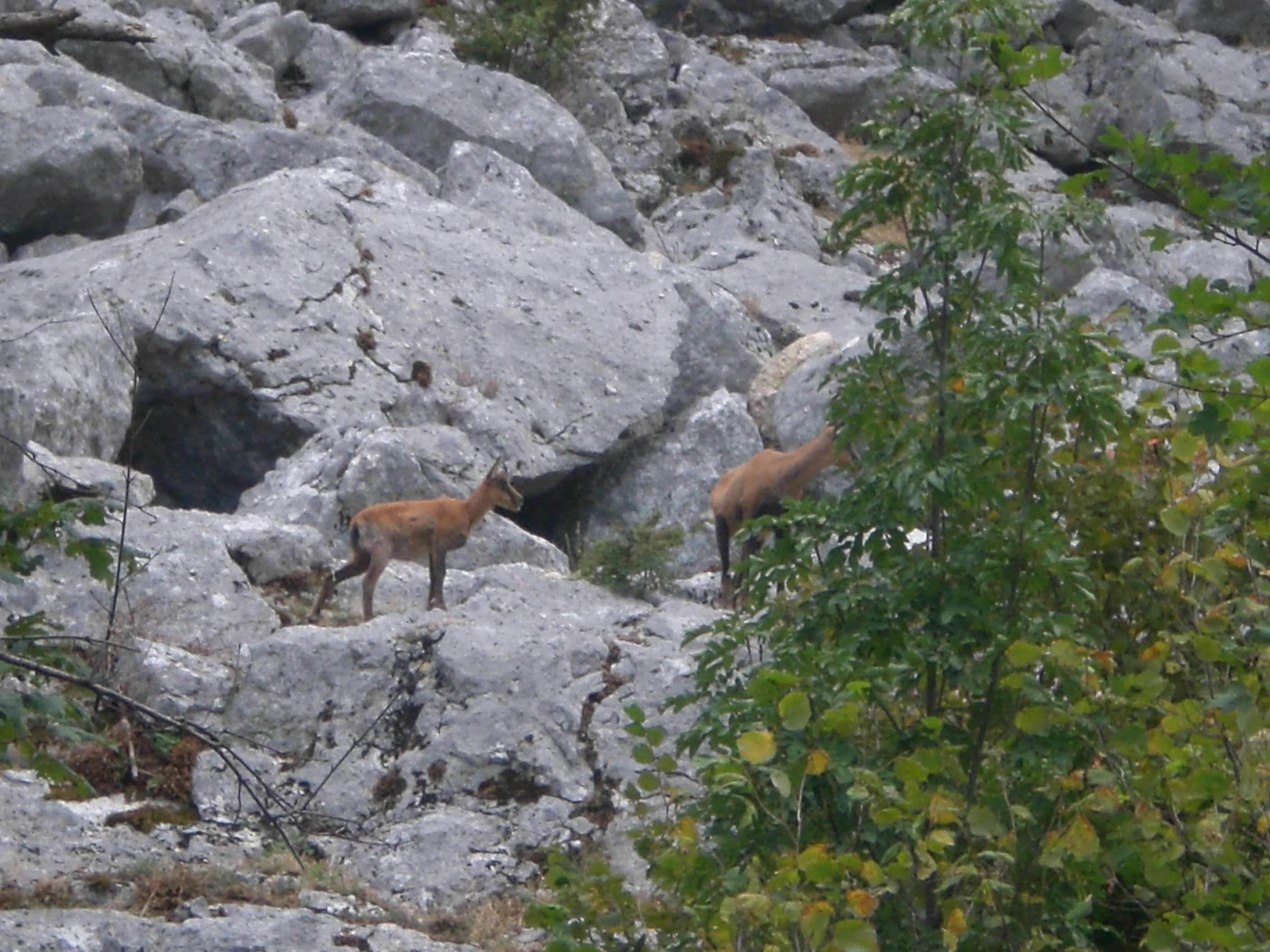
Abruzzogemsen

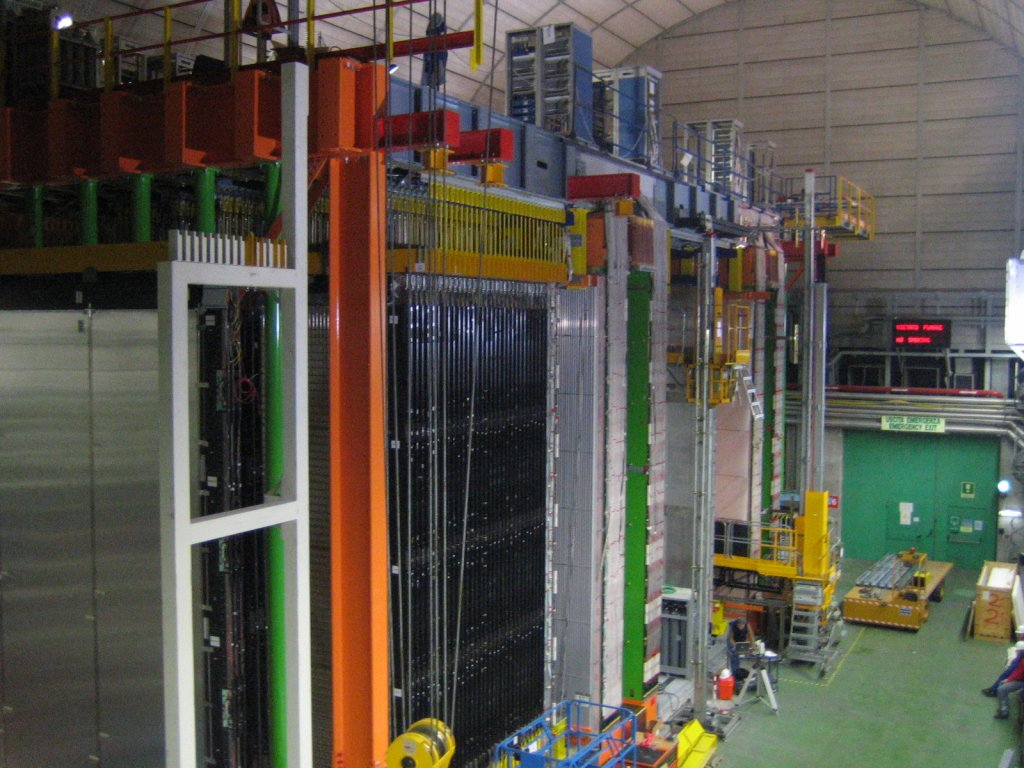
Experimentet OPERA i Laboratori Nazionali del Gran Sasso inne i bergsmassivet.

Gran Sasso d’Italia är det högsta bergsmassivet i Apenninerna och ligger i regionen Abruzzo i Italien. Den högsta toppen är Corno Grande, 2 912 meter över havet. Bergsområdet utgör nationalparken Parco Nazionale del Gran Sasso e Monti della Laga som grundades 1993. Corno Grande är också det högsta berget på Apenninska halvön. Genom massivet löper motorvägen A24 mellan Rom och Teramo i den 10 km långa Gran Sasso-tunneln.

## Geografi
De tre topparna på Gran Sasso är Corno Grande på 2 912 meter över havet, Corno Piccolo och Pizzo Intermésoli, den sista skild från de övriga två av dalen Val Maone. Bergarten är mest dolomit och kalksten samt något märgel.
En fjärde, lägre topp på 2 424 meter som tidigare kallats ”Gendarmen” uppkallades i maj 2005, efter den nyligen bortgångne påven till Johannes Paulus II, (på vad som skulle ha blivit hans 85:te födelsedag) eftersom han brukade besöka bergen för rekreation och kontemplation. De påminde honom om hans barndoms landskap i Polen, hade han sagt.
Topparna är täckta av snö största delen av året. På nordsidan av Corno Grande ligger Calderoneglaciären, den sydligaste jökeln i Europa. Den är på kraftig tillbakagång och forskare har bedömt att den kommer att vara försvunnen omkring år 2020. Idag (2020) återstår endast 20 000 m2 av det som knappast kan kallas en glaciär. Sedd norrifrån företer Corno Piccolo en viss likhet med ett ansikte i vila, och kallas ”den sovande jätten”. Hela massivet kallas ”den sovande Skönheten”, då det sett från kusten i öster också kan liknas vid en liggande kvinnoskepnad med väldig barm.
Nära foten av bergsmassivet finns en liten stad, Assergi. 16 kilometer i sydväst därifrån finns staden L’Aquila, varifrån det är cirka 132 kilometer med bil till Rom. Ett tjugotal kilometer mot nordväst finns staden Teramo. Mellan dem byggdes 1984 rakt igenom Corno Grande en tio kilometer lång tunnel, som utvidgades med en andra körbana 1995.

## Vetenskapliga faciliteter
I samband med byggandet av den andra tunneln sprängdes utrymme också för ett forskningslaboratorium för partikelfysik, Laboratori Nazionali del Gran Sasso. Stället på 1 400 m djup i berget hade vid prover visat sig vara nästan fritt från störande yttre strålning och därför lämpligt för experiment inom partikel- och kärnfysik. Det anses vara ett av världens mest omfattande partikellaboratorier, där det pågår forskning kring högenergetisk kosmisk strålning, mörk materia, radioaktivt sönderfall, men även i geologi och biologi. Där arbetar över 700 forskare och anställda i internationella samarbeten med övriga ledande laboratorier. Ett särskilt uppmärksammat experiment sker tillsammans med CERN, där CERN från 730 km avstånd har avfyrat riktade knippen av neutrinos för att kunna studera effekten av neutrinooscillationer. Jordbävningen i Abruzzoområdet 6 april 2009 hade sitt epicentrum inte fullt tio kilometer från laboratorieanläggningen, dock uppger de på sin webbsida att inga av deras anläggningar eller anställda tagit skada.
Byggandet hade inte varit alldeles okontroversiellt; kritiker framhöll att i närheten finns två omfattande seismiska förkastningar, tunnlarna skulle allvarligt rubba grundvattenförhållandena i området, och byggandet skulle producera mängder med överloppsmaterial som skulle störa landskapet. Labbet byggdes i alla fall, men protesterna gav upphov till en fortfarande aktiv miljörörelse i Italien. Såväl flera lokala föreningar som italienska underavdelningar av bland andra Greenpeace och WWF grundades i sammanhanget. Grundandet av nationalparken torde också vara en direkt följd av aktionen. 
Sydost om topparna finns en högplatå på ungefär 2 000 meter höjd, Campo Imperatore, som bildats under den senaste istiden (Würm). Där finns ett observatorium som lyder under Roms observatorium och ägnar sig åt att följa upp jordnära objekt. På högplatån finns också Giardino Botanico Alpino di Campo Imperatore, en botanisk trädgård som har koncentrerat sig på att samla in och skyddsodla växter som är specifika för området, bland andra endemiska varianter av gentiana och edelweiss.

## Rekreation
I nationalparken finns många vandringsleder och sommartid är de branta bergssidorna också populära bland alpinister. Djurlivet är mångsidigt, från de lägre sluttningarna där fårahjordar, vaktade av den lokala urgamla fårhundrasen Maremmahund, och halvvilda hästflockar betar, till de mer skygga arterna längre upp. I området förekommer en lokal underart av brunbjörnen, Marsicanobjörn, Ursus Arctos Marsicanus, Apenninervargen, Canis Lupus Italicus, också en lokal variant, och Abruzzogems, Rupicapra pyrenaica ornata, en endemisk underart av gems, som var på gränsen till utrotning, men som genom parkens försorg i samarbete med WWF Italia håller på att repa sig. Mindre spektakulära arter är vildkatt, vildsvin och fälthuggorm, Vipera Ursinii. Många stora rovfåglar förekommer i området; Kungsörn, pilgrimsfalk och duvhök bland andra.
På platån finns ett hotell, Campo Imperatori, som byggdes på 1940-talet, och därmed är en del av Italiens äldsta kontinuerligt verksamma kommersiella skidort. En linbana på 30 kilometer förbinder det med Fonte cerreto, i närheten av Assergi. Italiens diktator, Benito Mussolini, satt fängslad där 1943, men fritogs i en tysk kommandooperation av SS Jagdkommando. Operationen involverade flygning med ett ultralätt flygplan, en omständighet som sägs ha injagat ännu mer skräck i den höjdrädde diktatorn än turen upp med den då ganska skrangliga linbanan, vilket han naturligtvis inte ansåg sig kunna visa, utan hänvisade till omsorg om sina färdkamrater då han framförde dubier angående färdmedlets trygghet.
Om vintrarna är platån en populär skidort för utförsåkning, men uppges ändå ha gott om utrymme för offpist-entusiaster och vara inriktad mer på naturälskare än håll-igång gänget.